# 가출 (단편영화)
가출는 2003년 개봉한 대한민국의 단편 영화이다.

## 주요 내용
딸의 생일날. 아빠이자 남편인 한 남자가 아무 이유 없이 아내와 딸을 남겨둔 채 가출한다. 아내와 딸은 그를 기다리지만, 그에게선 아무 소식이 없다. 몇 일 뒤, 경찰서에서 그를 발견했다는 연락이 온다. 아내는 그에게 가출의 이유를 묻지만, 그는 화만 낼 뿐 대답하지 못한다. 다음날 아무 일 없었다는 듯이, 놀러 나가던 남자와 딸은 심하게 싸우는 부부를 만나게 되고 남자는 그곳에 딸을 버려두고 도망친다. 그리고 드러나는 그의 과거는 

## 제작진

### 연출&각본
- 유종미

## 주연
- 임형국
- 장영남 : 정숙 역
- 유진수